# Audrey Bolder
Audrey Bolder (Didam, 17 juli 1970) is een Nederlandse actrice, cabaretière, zangeres, tekstschrijfster en regisseuse.
Zij studeerde in 1997 af aan de acteursopleiding van de Hogeschool voor de Kunsten Utrecht en studeerde tevens zang bij Esther Maas Vocal Training en was te zien in uiteenlopende (muziektheater) producties bij onder andere Theatergroep Aluin, Het Filiaal, De Toneelmakerij en De Utrechtse Spelen i.s.m. New Cool Collective. 
In 2010 speelde en zong Audrey de hoofdrol in de musical Dusty Springfield, You don’t have to say you love me, geproduceerd door Harry Kies. Zij stond vele keren op festivals als De Parade en het Oerol Festival op Terschelling.
Naast actrice is zij ook cabaretière en maakte zij samen met Victorine Plante als duo Bolder en Plante met succes een aantal voorstellingen waaronder Smack, Bigger Better Bolder & Plante en Wannabe, waarmee ze in 1998 in de finale van het Leids Cabaret Festival stonden.
Van 2013 tot en met 2014 speelde zij de rol van Julia Loderus in de RTL 4-soapserie Goede tijden, slechte tijden en heeft daarnaast ook een hoofdrol gespeeld in de geëngageerde voorstelling Gered van de Engelse schrijver Edward Bond, welke door De Toneelmakerij gefaciliteerd werd. Zij was ook te zien in de internetserie Max & Billy's Drill Machine Girl, die werd genomineerd voor een Emmy Award, alsmede in diverse televisiereclames.
De laatste jaren wordt zij regelmatig gevraagd als regisseuse en was zij gastdocent op de Muziektheater opleiding van Codarts te Rotterdam, de Hogeschool voor de Kunsten Utrecht, Buitenkunst en sinds een aantal jaar ook op het Conservatorium Utrecht. Tevens regisseert zij al vele jaren de deelnemers van het Groninger Studenten Cabaret Festival en afstudeervoorstellingen van studenten aan de Koningstheateracademie in Den Bosch.
In 2015 kwam Audrey bij het Bureau Onafhankelijke Dramaturgie Samenwerking (BOD) met haar plan voor de voorstelling Bep, dochter van Rietveld en samen met BOD ontwikkelde ze dit verdere concept voor deze solovoorstelling, welke in februari 2016 in première is gegaan. 
Sinds halverwege 2016 maakt zij deel uit van het nieuwe Utrechtse gezelschap De Staat van Zijn samen met Noel van Santen en Enne Koens. Op 23 juni 2016 heeft deze toneelgroep hun eerste voorstelling gegeven met de naam Leve de Liefde op het binnenterrein van Castellum Hoge Woerd in De Meern. Titus Tiel Groenestege was de regisseur. Een voorstelling bedoeld, zoals zij zeggen, voor pechvogels, liefdesbangen, vastgeroesten, vastklampers, kalven en vlinders.
Eind 2016 speelde ze 3 afleveringen in Flikken Maastricht. Ze speelde hier de voorzitster van een werkgroep die teruggekeerde Syriëgangers begeleidt.
In 2018 speelde ze in 15 afleveringen van SpangaS de rol van Grace Wolters. Verder had ze in 2018 en 2019 diverse gastrollen in de series Zuidas, Flikken Rotterdam en Meisje van Plezier.